# Скалистый (мыс, Магаданская область)
Скали́стый — мыс на севере Охотского моря в Тауйской губе.

## География
Расположен на севере полуострова Кони. Восточнее расположен безымянный мыс высотой 91 метр, далее за ним устье ручья Бодрого и в 12 километрах от Скалистого мыс Плоский, отделяющий залив Одян от Тауйской губы. Западнее Скалистого — устье ручья Перемычного. Южнее — безымянная горная вершина высотой 734 метра. В 12—13 километрах юго-восточнее находится гора Скалистая — высочайшая точка полуострова Кони — 1548 метров.
Входит в состав Ольского участка Магаданского заповедника, вблизи в летний период функционирует кордон Скалистый.
Средняя величина прилива у мыса — 4—5 метров, наибольшая глубина у берега — 34—40 метров.